# Becherovka
Becherovka (en checo: Becherovkaⓘ) es un licor de raíces, especias y aproximadamente 20 hierbas obteniendo como resultado un sabor ligeramente amargo, fabricado en la ciudad norteña de Bohemia conocida como Karlovy Vary en la República Checa. Se produjo por primera vez en 1807 por Josef Becher, farmacéutico de esta villa, bajo estrictas recetas aún secretas.
Dicho licor tiene un total en grado alcohólico de 38%, y se consume frío o con base a diferentes cócteles. El más conocido es con la mezcla de agua tónica y se le conoce como Betón (Becherovka y tonnic). Es importante destacar que betón también significa hormigón, creando un juego de palabras.
Las botellas chatas son características de esta bebida y hoy en día son de color verde para proteger mejor el licor de la luz.
El pesaje y la mezcla de las hierbas los realiza, una vez por semana, uno de los dos conocedores de la receta, aislado dentro de una cámara acorazada. Luego, la mixtura se introduce en sacos, que se sumergen en unos tanques llenos de alcohol. Pasada una semana, el líquido resultante se echa en unos barriles de roble, donde se mezcla con agua y azúcares naturales, reposando durante tres meses. Después se combina el contenido de todos los barriles hasta lograr un sabor uniforme. Una vez hecho esto, el Becherovka está listo para ser embotellado y puesto en el mercado.